# Leysiel
Das Leysiel ist ein kombiniertes Sperrwerk und Siel mit Schleuse nordwestlich von Greetsiel in der Gemeinde Krummhörn (Ostfriesland). Es wurde 1991 fertiggestellt. Das Küstenschutzbauwerk soll drei verschiedene Funktionen erfüllen: zum einen eine tidefreie Zufahrt zum Fischerort Greetsiel ermöglichen, zum anderen die Entwässerung der tief liegenden, binnendeichs gelegenen Gebiete sichern helfen und zum dritten auch dem Naturschutz dienen. Das Leysiel liegt auf einer Leyhörn genannten Landzunge, die seit 1985 künstlich angelegt wurde.

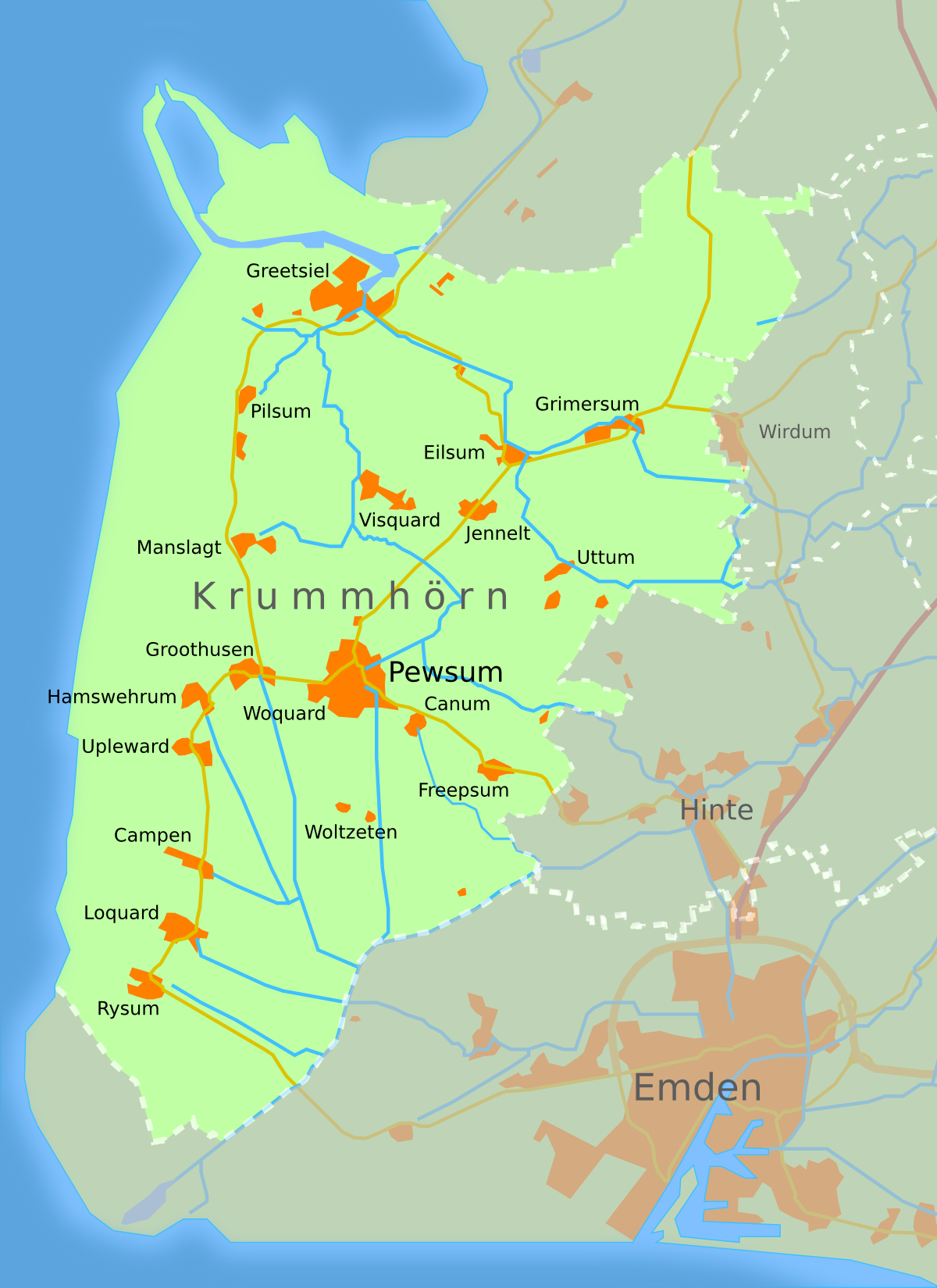
Karte der Krummhörn mit der Landzunge Leyhörn links oben. Im Inneren dieser Landzunge ist das Speicherbecken erkennbar, zudem das Fahrwasser zum Greetsieler Hafen und auch der von dort aus in nordöstlicher Richtung verlaufende Verbindungskanal zum Leybuchtsiel

Bis 1980 gab es verschiedentlich Pläne, die gesamte Leybucht einzudeichen. Die zuvor letzte große Landgewinnungsmaßnahme war der von 1947 bis 1950 eingedeichte Leybuchtpolder. Da die Leybucht jedoch ein Vogelrastgebiet von internationalem Rang ist und der Naturschutz im Laufe der Jahrzehnte an Bedeutung gewann, entschloss sich die niedersächsische Landesregierung 1980 endgültig, auf eine komplette Eindeichung der Leybucht zu verzichten.
Stattdessen wurde nun das Ziel verfolgt, die Zufahrt des zuvor immer wieder von Verschlickung bedrohten Greetsieler Hafens durch eine befestigte, nach Nordwesten ausgerichtete Zufahrt zu sichern. Dies geschah durch die Anlegung jener Landzunge, die beiderseits von Deichen geschützt und in ihrem Inneren größtenteils ein Gewässer ist. Die Landzunge beinhaltet ein Speicherbecken, das bei Sturmfluten (wenn das Wasser nicht nach außendeichs gesielt oder geschöpft werden kann) als Aufnahmereserve für das Binnenwasser dient.
Das Leysiel umfasst eine Schleuse, um den derzeit 27 Greetsieler Krabbenkuttern die Aus- und Einfahrt in den Hafen zu sichern. Die Seeschleuse ist insgesamt 120 Meter lang und hat eine lichte Durchfahrtsweite von 14 Metern. Dies erlaubt die gleichzeitige Schleusung von bis zu acht Kuttern. Neben den Fischern wird der Greetsieler Hafen auch von Bootsausflüglern angefahren.
Mit der Anlegung der Leyhörn wurde zugleich ein neuer Deich am südöstlichen Rand der Leybucht gebaut. Dieser liegt nur unwesentlich vor dem früheren Hauptdeich, die vorgelagerten Salzwiesen wurden nur minimal berührt. Diese Maßnahme erlaubte es, einen Verbindungskanal, den Störtebekerkanal von Greetsiel zum 1929 angelegten Leybuchtsiel auf Norder Stadtgebiet zu graben. Das Leybuchtsiel entwässert das Norder Tief seitdem nicht mehr direkt in die Nordsee, sondern via Kanal und Speicherbecken über das Leysiel. Es wurde zudem umgebaut und mit einer offenen Durchfahrt versehen. Damit besteht nun eine Kanalverbindung zwischen Norden und Greetsiel. Erstmals seit Anlegung des Leybuchtsiels 1929 hat der kleine Norder Hafen damit wieder Zugang zum offenen Meer, wenn auch nur für Boote.
Ein Teil der Landzunge Leyhörn ist als Naturschutzgebiet „Leyhörn“ ausgewiesen. Zudem wurden Ausgleichsflächen bereitgestellt.
Das Bauwerk kostete rund 330 Millionen DM.

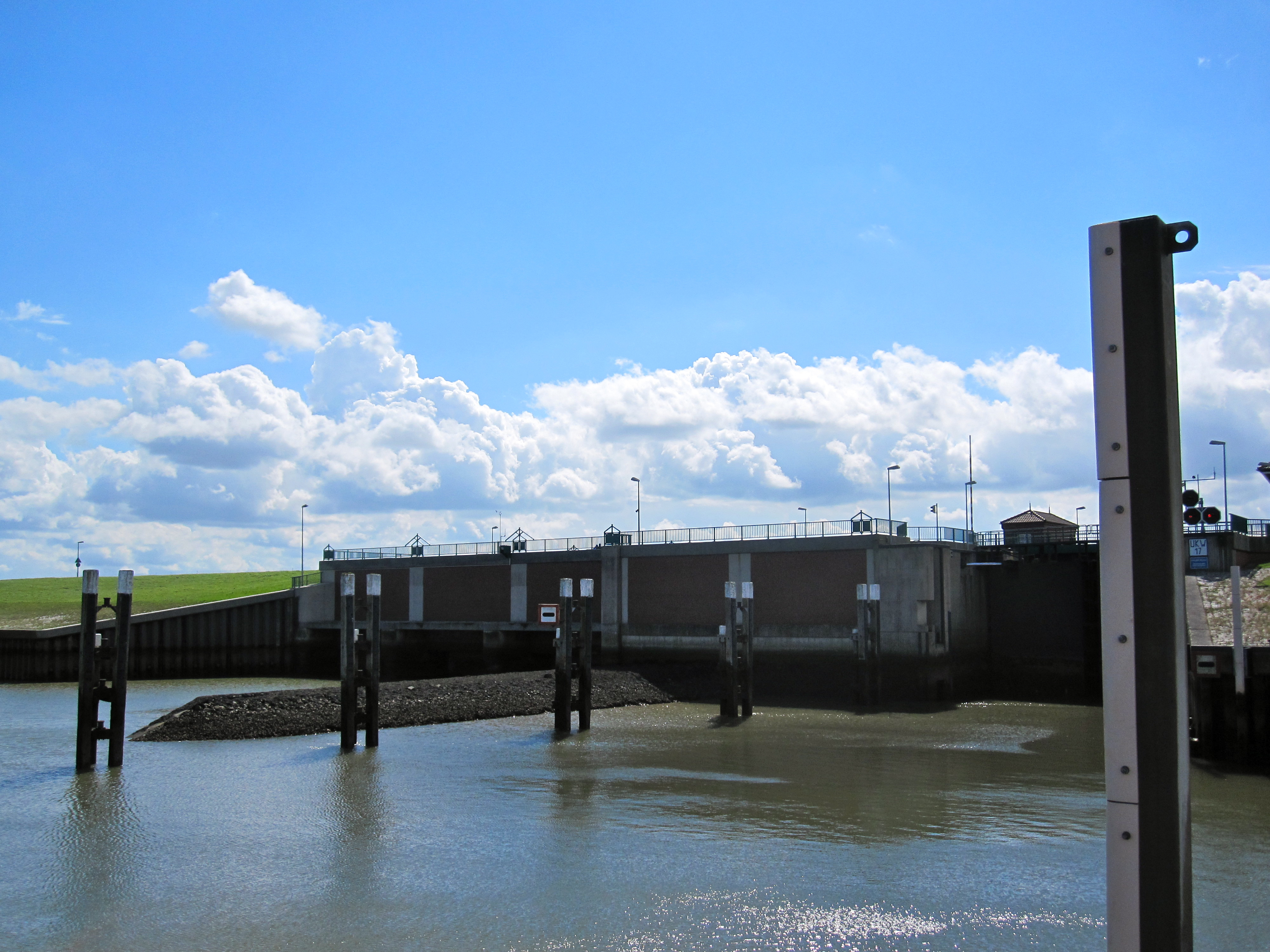
Gesamtansicht der Sielanlage
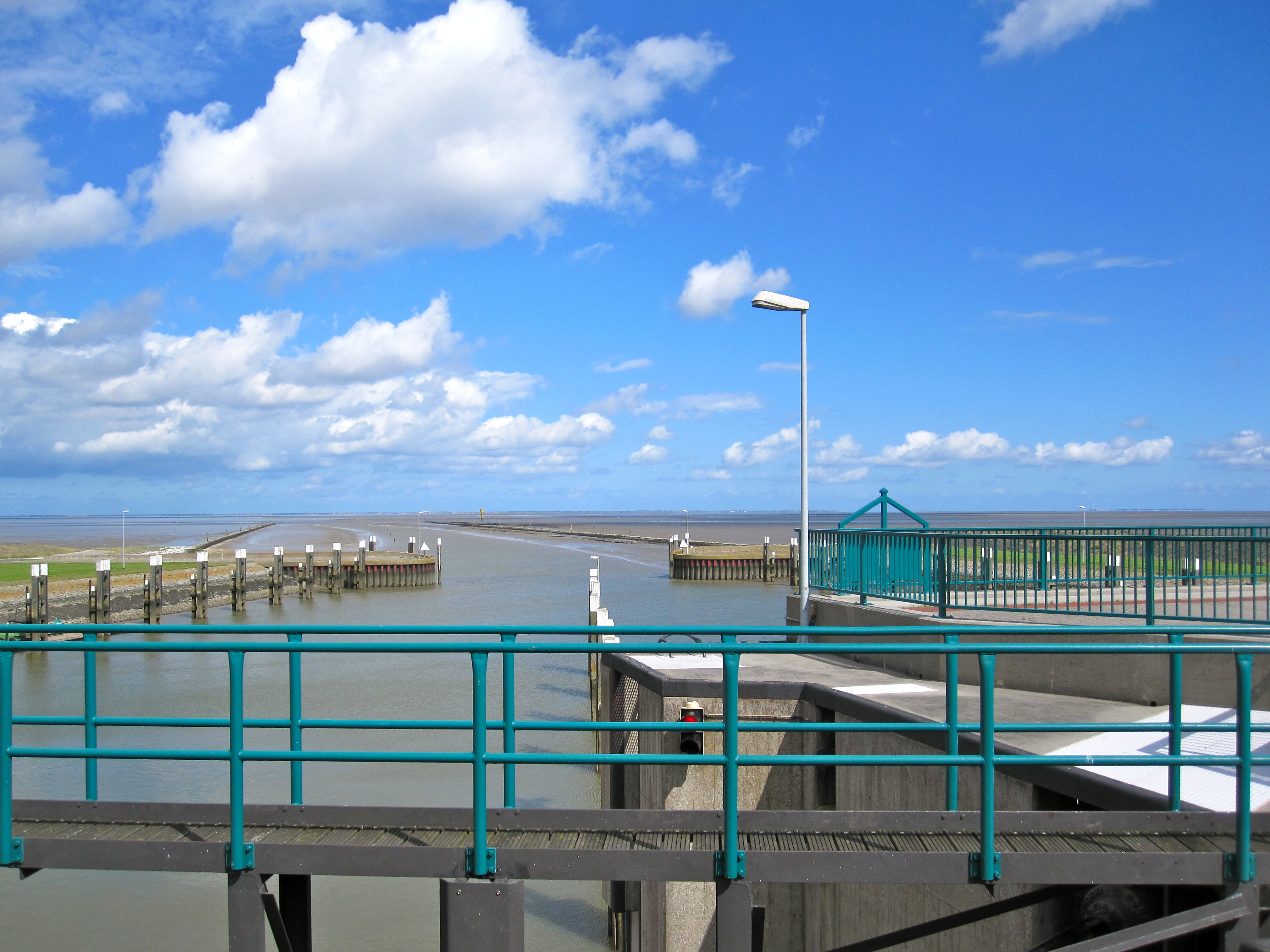
Ausfahrt mit den Inseln Juist und Norderney am Horizont
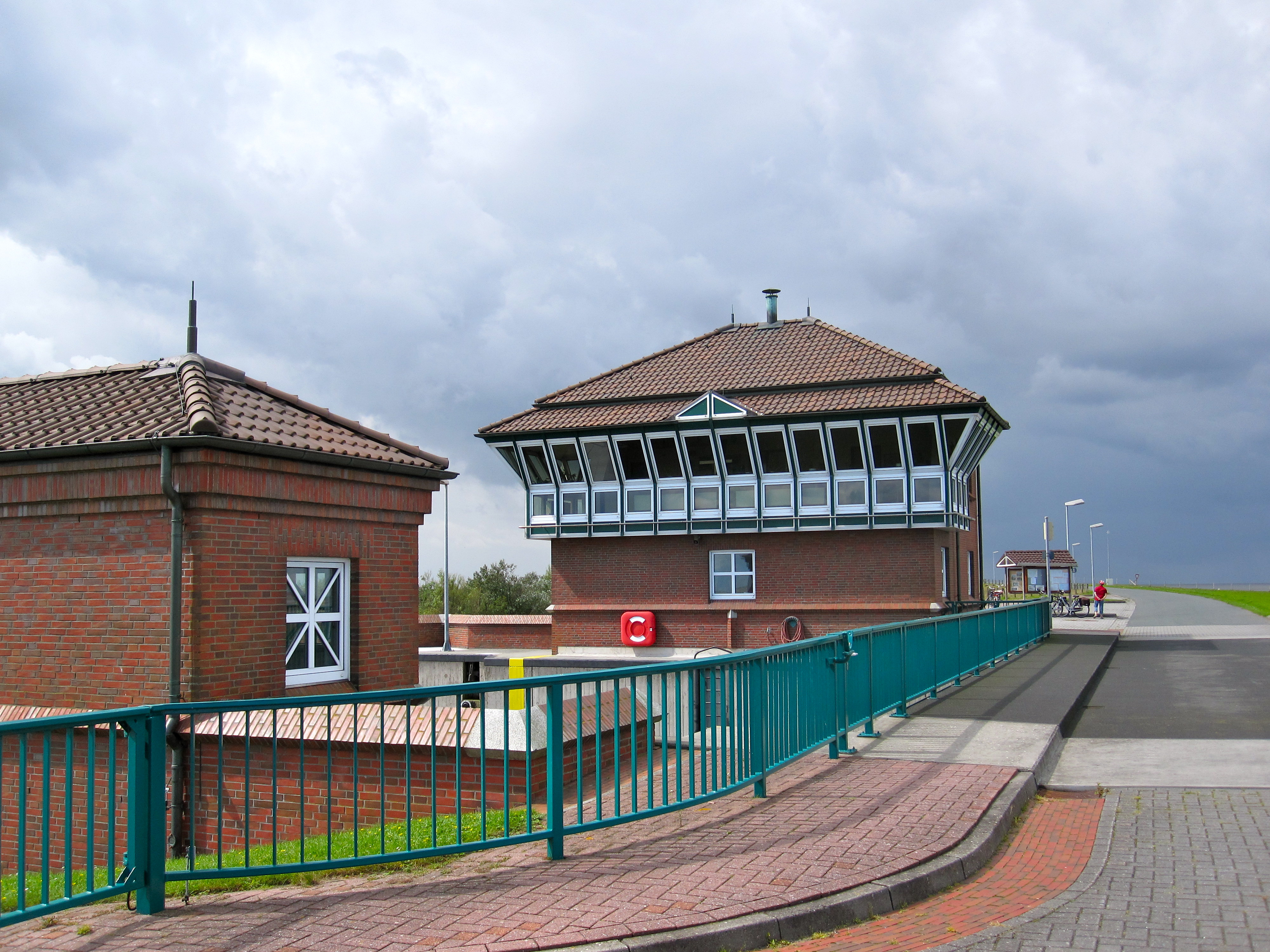
Maschinenhaus
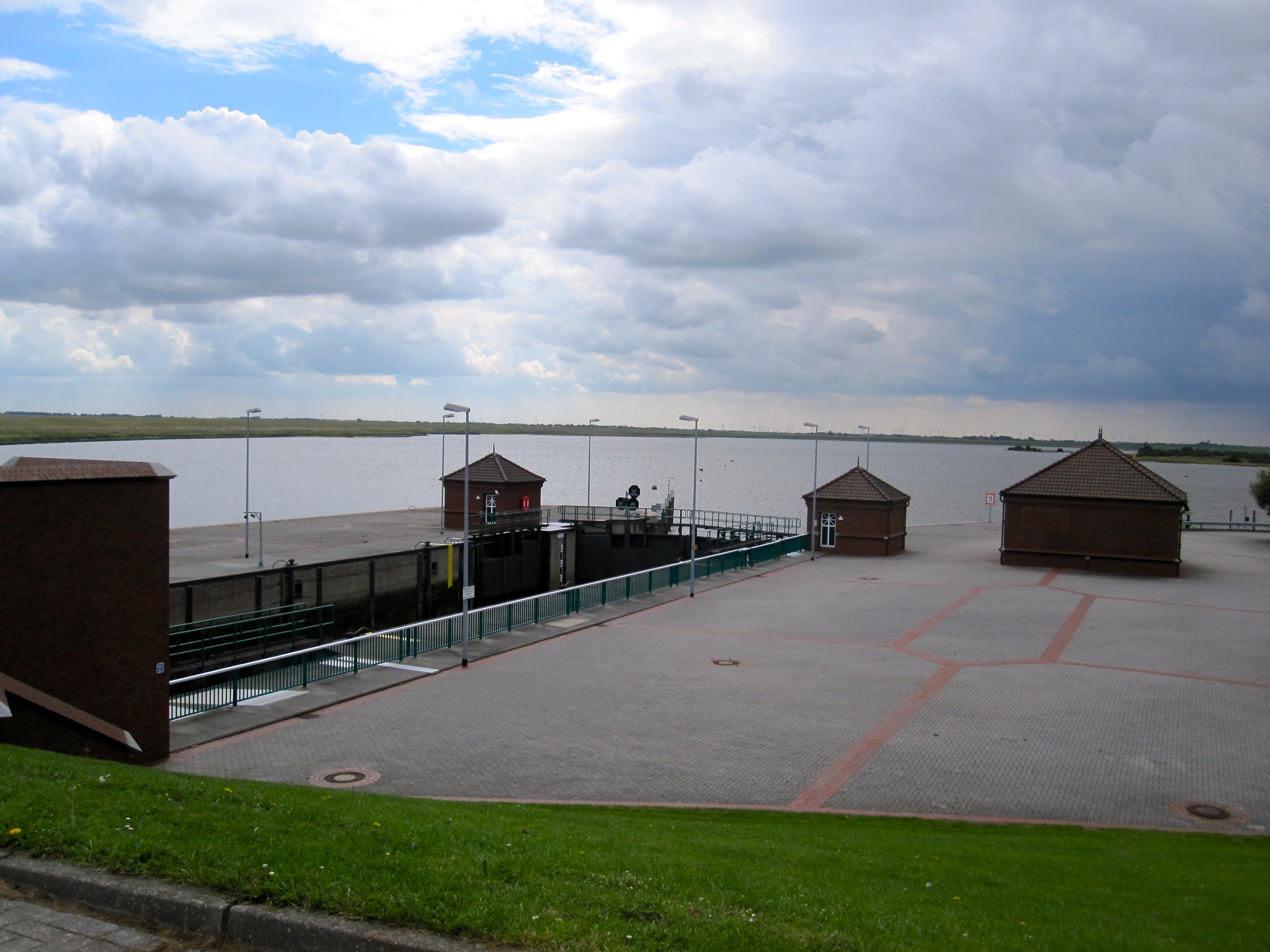
Schleuse und Speicherbecken
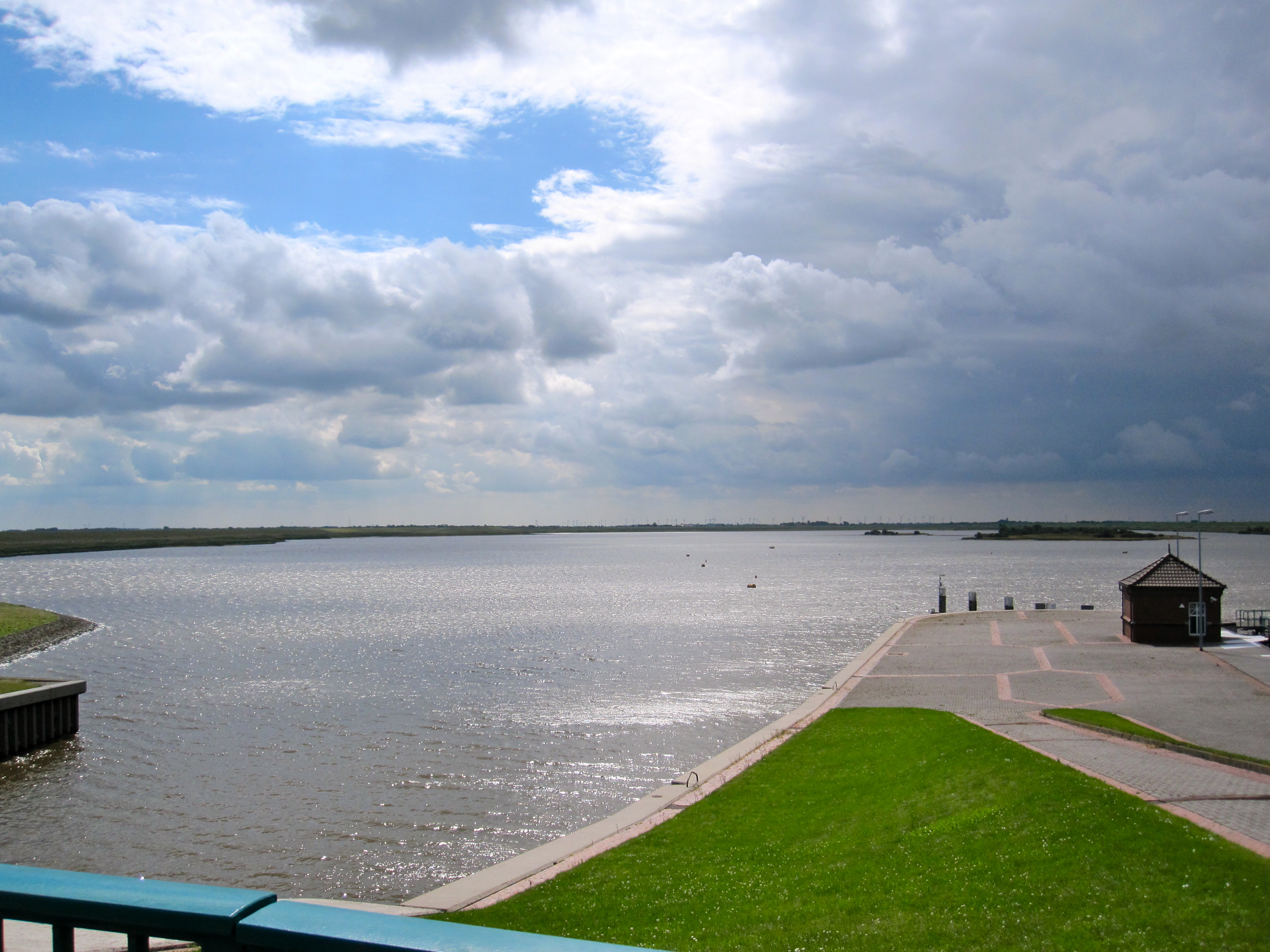
Speicherbecken
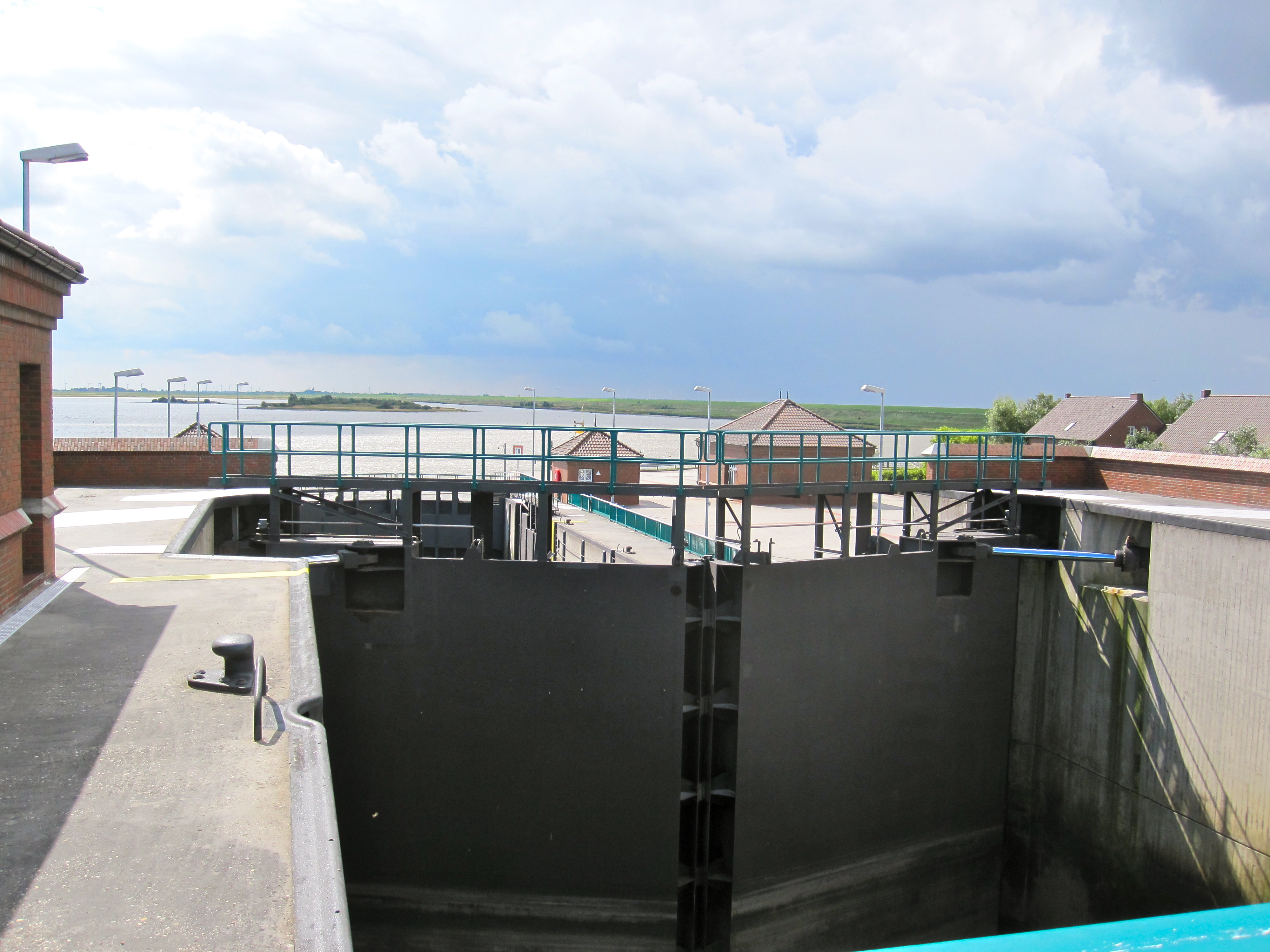
Schleusentor
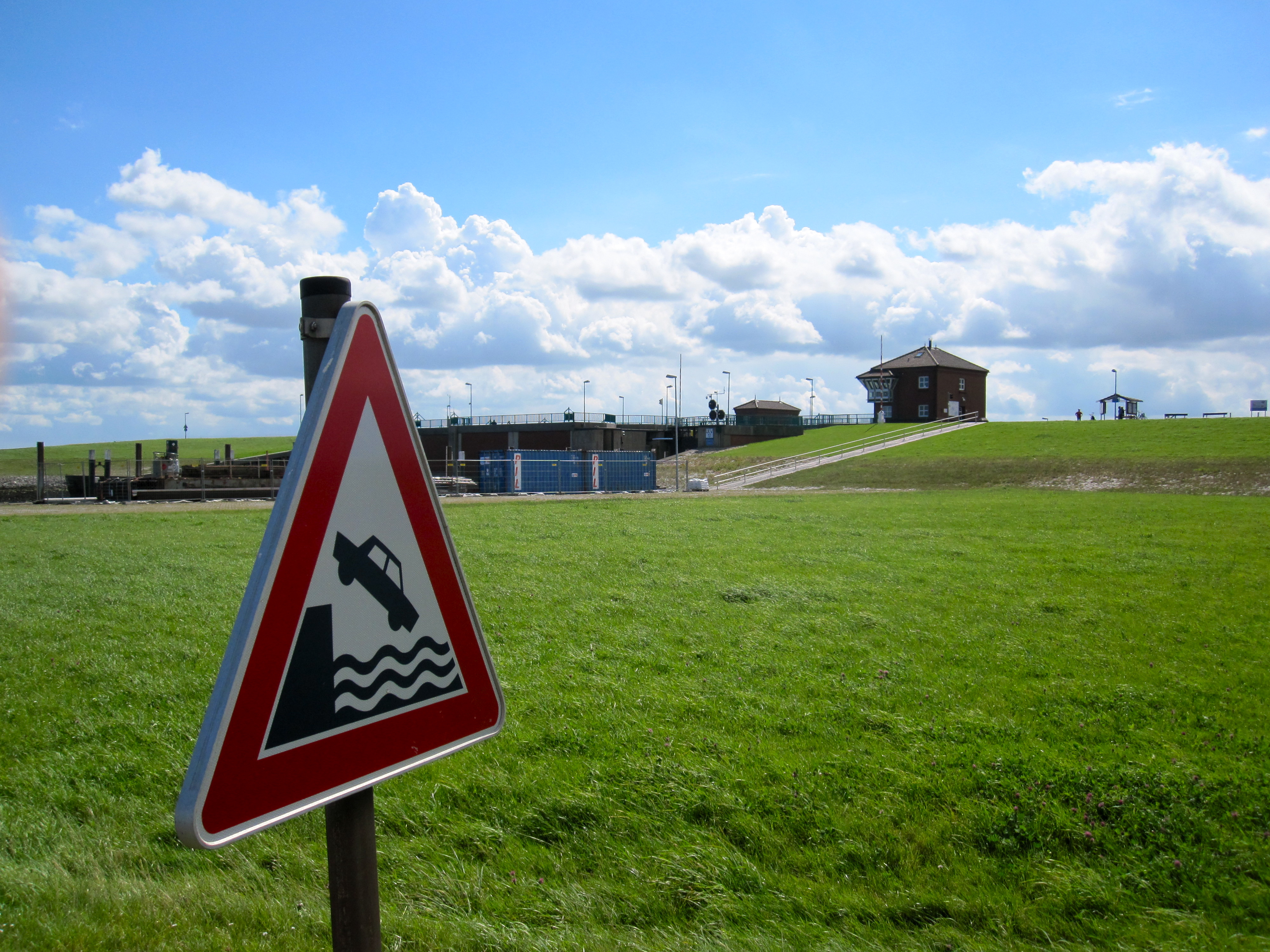
Deich und Siel

## Ökologische Folgen
Durch die Schleuse gelangt viel Salzwasser in das Hafenwasser. In Kombination mit der Dürre und Hitze in Europa 2018 führte dies Ende Juli 2018 zu einem massiven Fischsterben im Hafenbecken.